# Rioraja
Rioraja is een geslacht van kraakbeenvissen uit de familie van de Arhynchobatidae (langstaartroggen).

## Soort
- Rioraja agassizii (Müller & Henle, 1841)